# Вейкросс (Джорджія)
Вейкросс (англ. Waycross) — місто (англ. city) в США, в окрузі Вер штату Джорджія. Населення — 13 942 особи (2020).

## Географія
Вейкросс розташований за координатами 31°12′40″ пн. ш. 82°21′28″ зх. д. / 31.21111° пн. ш. 82.35778° зх. д. (31.211006, -82.357658). За даними Бюро перепису населення США в 2010 році місто мало площу 30,92 км², з яких 30,34 км² — суходіл та 0,59 км² — водойми.

### Клімат
| Клімат : Вейкросс       | Клімат : Вейкросс | Клімат : Вейкросс | Клімат : Вейкросс | Клімат : Вейкросс | Клімат : Вейкросс | Клімат : Вейкросс | Клімат : Вейкросс | Клімат : Вейкросс | Клімат : Вейкросс | Клімат : Вейкросс | Клімат : Вейкросс | Клімат : Вейкросс | Клімат : Вейкросс |
| Показник                | Січ.              | Лют.              | Бер.              | Квіт.             | Трав.             | Черв.             | Лип.              | Серп.             | Вер.              | Жовт.             | Лист.             | Груд.             | Рік               |
| Абсолютний максимум, °C | 31,1              | 31,1              | 35,0              | 36,7              | 40,0              | 41,1              | 42,2              | 41,1              | 40,0              | 37,2              | 33,3              | 30,6              | 42,2              |
| Середній максимум, °C   | 16,8              | 18,8              | 22,7              | 26,2              | 30,2              | 32,7              | 33,8              | 32,9              | 30,7              | 26,5              | 22,6              | 17,8              | 26,0              |
| Середня температура, °C | 9,4               | 11,4              | 14,9              | 18,2              | 22,7              | 26,3              | 27,7              | 27,1              | 24,6              | 19,4              | 14,9              | 10,4              | 18,9              |
| Середній мінімум, °C    | 2,1               | 3,9               | 7,2               | 10,1              | 15,1              | 19,8              | 21,6              | 21,3              | 18,3              | 12,3              | 7,3               | 3,1               | 11,8              |
| Абсолютний мінімум, °C  | −16,7             | −16,7             | −9,4              | −5,6              | 0,6               | 6,1               | 12,2              | 13,9              | 1,1               | −5,6              | −7,8              | −13,3             | −16,7             |
| Норма опадів, мм        | 110               | 99                | 114               | 73                | 71                | 165               | 150               | 162               | 106               | 83                | 62                | 75                | 1271              |
| Днів з опадами          | 9,0               | 8,0               | 8,0               | 6,0               | 7,0               | 11,0              | 12,0              | 12,0              | 8,0               | 6,0               | 7,0               | 8,0               | 102,0             |
| ----------------------- | ----------------- | ----------------- | ----------------- | ----------------- | ----------------- | ----------------- | ----------------- | ----------------- | ----------------- | ----------------- | ----------------- | ----------------- | ----------------- |
| Джерело: NOAA           |                   |                   |                   |                   |                   |                   |                   |                   |                   |                   |                   |                   |                   |

## Демографія
Згідно з переписом 2010 року, у місті мешкало 14 649 осіб у 5870 домогосподарствах у складі 3563 родин. Густота населення становила 474 особи/км². Було 7519 помешкань (243/км²).
Расовий склад населення:
| - 55,1 % — чорних або афроамериканців - 40,7 % — білих - 0,8 % — азіатів - 0,3 % — корінних американців - 1,3 % — осіб інших рас |

До двох чи більше рас належало 1,8 %. Частка іспаномовних становила 2,8 % від усіх жителів.
За віковим діапазоном населення розподілялося таким чином: 26,0 % — особи молодші 18 років, 56,5 % — особи у віці 18—64 років, 17,5 % — особи у віці 65 років та старші. Медіана віку мешканця становила 37,7 року. На 100 осіб жіночої статі у місті припадало 82,1 чоловіків; на 100 жінок у віці від 18 років та старших — 76,2 чоловіків також старших 18 років.
Середній дохід на одне домашнє господарство становив 37 129 доларів США (медіана — 25 082), а середній дохід на одну сім'ю — 46 451 долар (медіана — 38 354). Медіана доходів становила 36 958 доларів для чоловіків та 24 924 долари для жінок. За межею бідності перебувало 36,3 % осіб, у тому числі 55,6 % дітей у віці до 18 років та 15,6 % осіб у віці 65 років та старших.
Цивільне працевлаштоване населення становило 4502 особи. Основні галузі зайнятості: освіта, охорона здоров'я та соціальна допомога — 25,5 %, виробництво — 12,5 %, роздрібна торгівля — 11,9 %.

## Персоналії
- Берт Рейнольдс (1936—2018) — американський актор.